# Девасичи
Девасичи (укр. Девасичі) — бывшее село в Семёновском районе Черниговской области Украины. Село было подчинено Погорельскому сельсовету.

## История
По состоянию на 1985 год жители села переселились в другие населённые пункты, на топографической карте обозначено как урочище. Решением Черниговского областного совета от 03.12.1986 года село снято с учёта.

## География
Было расположено юго-западнее села Погорельцы и южнее села Тополевка.